# Kamen Rider: Dragon Knight
Kamen Rider: Dragon Knight ist eine US-amerikanische Fernsehserie von Steve und Michael Wang, die auf der japanischen Serie „Kamen Rider Ryuki“ (仮面ライダー龍騎, Kamen Raidā Ryūki) basiert. Die Serie startete am 13. Dezember 2008 im US-amerikanischen Fernsehen.

## Handlung
Auf der Suche nach seinem verschwundenen Vater findet Kit Taylor ein Advent Deck, welches ihm erlaubt, sich in Kamen Rider Dragon Knight zu verwandeln. Kit findet heraus, dass der böse General Xaviax seinen Vater zusammen mit anderen Menschen entführt hat und gefangen hält. Sein Ziel ist es, die Macht zu erlangen, damit er seine Heimatwelt wieder aufbauen kann. 
Zusammen mit Len als Kamen Rider Wing Knight zieht Kit in den Kampf gegen Xaviax und seine zehn bösen Kamen Rider. Im Verlauf der Serie stellt sich heraus, dass nicht alle Kamen Rider Xaviax folgen, weil KR Sting die Seite wechselt und KR Siren nicht zu den Xaviax Ridern gehört.

## Ende von Dragon Knight
Der US-amerikanische Sender Toonzai mit dem Programmfenster The CW4Kids stellte die Serie im Dezember 2009 ein und verzichtete auf eine Ausstrahlung der letzten beiden Folgen. Diese konnten jedoch auf der Homepage des Senders gesehen werden. In Japan hingegen fuhr die Serie massive Erfolge ein und erhielt sogar eine Fortsetzung in Romanform.
In Deutschland wurde die Serie während der Erstausstrahlung auf RTL 2 bereits nach 17 Episoden abgesetzt. Als Grund wurden niedrige Einschaltquoten angegeben.
Von September 2012 bis April 2013 strahlte der Sender Anixe HD die Serie aus, diesmal alle 40 Episoden.

## Besetzung

### Hauptrollen
| Figur            | Schauspieler       | Synchronsprecher  |
| ---------------- | ------------------ | ----------------- |
| Kit Taylor, Adam | Stephen Lunsford   | Benedikt Weber    |
| Len              | Matt Mullins       | Manou Lubowski    |
| Kase             | Carrie Reichenbach |                   |
| Maya Young       | Aria Alistar       | Marieke Oeffinger |
| Xaviax           | William O’Leary    | Oliver Mink       |

### Nebenrollen
| Figur                        | Schauspieler          | Synchronsprecher      |
| ---------------------------- | --------------------- | --------------------- |
| Frank Taylor                 | Jeff Davis            |                       |
| Detective Grimes             | James Patterson       |                       |
| Lacey Sheridan               | Marisa Lauren         |                       |
| Trent Moseley                | Taylor Emerson        | Johannes Wolko        |
| Richie Preston               | Tony Moras            |                       |
| Michelle Walsh               | Kathy Christopherson  |                       |
| Drew Lansing, Chance         | Christopher Foley     | Johannes Raspe        |
| Grant Staley                 | Christopher Babers    | John-Alexander Döring |
| James "JTC" Trademore, Price | Scott Bailey          | Roman Wolko           |
| Brad Barrett                 | Keith Stone           | Marc Stachel          |
| Chris Ramirez                | Michael Cardelle      | Benedikt Gutjan       |
| Danny Cho, Hunt              | Mike Moh              | Patrick Roche         |
| Albert Cho                   | Tony Sano             | Dirk Meyer            |
| Vic Frasier                  | Mark Cameron Wystrach | Philipp Moog          |
| Agent Phillips               | Jamison Jones         |                       |
| Eubulon                      | Mark Dacascos         | Martin Halm           |
| Sarah                        | Camila Greenberg      | Farina Brock          |

## Rezeption
Kamen Rider: Dragon Knight wurde im Jahr 2010 mit dem Daytime Emmy Award in der Kategorie „Outstanding Stunt Coordination“ ausgezeichnet.